# チャールダーシュの女王
『チャールダーシュの女王（チャールダーシュ侯爵夫人）』（ドイツ語: Die Csárdásfürstin、ハンガリー語: A Csárdáskirálynő）は、エメリッヒ・カールマンが作曲したオペレッタ。1915年11月17日、ウィーンのヨハン・シュトラウス劇場で初演された。カールマンの代表作である。第1次世界大戦中に初演されたこともあり、今日では華やかな物語の背景にハプスブルク帝国（あるいはドイツ圏宮廷文化、ひいては欧州そのもの）の終焉の影を強調した演出が行われることが多い。廃墟からの回顧というプロローグを加えたもの、ラストシーンの幸福なワルツの背後に迫り来る複葉の爆撃機群を映写したものなどの例がある。日本では長らく知名度が低く、LP末期に初めて全曲レコードが発売されたぐらいであったが、ウィーン・フォルクスオーパーの来日公演などを通じて次第に人気演目となっていった。

## あらすじ

### 第1幕
レオポルト・マリア侯爵の息子エドウィンは、歌手のシルヴァと愛し合っている。エドウィンは、アメリカ公演に旅立とうとするシルヴァに公証人をたてて結婚誓約書を書くが、エドウィンの両親はいとこのシュタージとの婚約を決めてしまう。

### 第2幕
エドウィンとシュタージの婚約披露宴にアメリカ帰りのシルヴァがボニ伯爵夫人と偽って現れる。エドウィンとシルヴァは互いの愛を確かめる。一方、ボニとシュタージも愛し合うようになる。エドウィンはシルヴァとの結婚を宣言するが両親に反対される。

### 第3幕
エドウィンの母親である侯爵夫人も昔歌手だったことが明らかになり、結婚に反対できなくなり、ハッピーエンド。